# 古賀勝次郎
古賀 勝次郎（こが かつじろう、1947年 - ）は、日本の経済学者。早稲田大学社会科学部・社会科学総合学術院・政治経済学部名誉教授。経済学博士（早稲田大学）。専門は理論経済学、比較社会思想。

## 人物
福岡県に生まれる。福岡県立修猷館高等学校を経て、早稲田大学商学部を卒業し、1977年、早稲田大学大学院経済学研究科博士課程を修了。 
「自由主義」の史的展開ならびに、その今日的情況を中心に研究を行う。また、東西の比較思想研究なども手掛ける。
イギリス経験論のデイヴィッド・ヒューム、ノーベル経済学賞を受賞したフリードリヒ・ハイエク、ミルトン・フリードマンに詳しく、とりわけ「ハイエク」の思想体系の研究で知られる。
早稲田大学政治経済学術院、政治経済学部で長年にわたり演習（ゼミナール）を担当。また、気賀健三慶應義塾大学名誉教授、西山千明立教大学名誉教授などとともに、『ハイエク全集』（春秋社刊）の監訳者をつとめる。

## 著作

### 単著
- 『ハイエクと新自由主義 ― ハイエクの政治経済学研究』行人社 1983
- 『比較文化のすすめ ― 異文化理解のめざすもの』成文堂 1984
- 『ハイエク経済学の周辺』行人社 1985
- 『東西思想の比較 ― 融合の可能性を求めて』成文堂 1989
- 『二十一世紀の世界像 ― グローバル化の中の日本の経済と文化』日本教文社〈教文選書〉 1993
- 『ヒューム体系の哲学的基礎 ― デイヴィド・ヒューム研究1』行人社 1994
- 『ヒューム社会科学の基礎  ―  デイヴィド・ヒューム研究2』行人社 1999
- 『近代日本の社会科学者たち』行人社 2001年

#### 訳書
- R.ツィントル『ハイエクとブキャナン ― 個人主義秩序理論の再検討―』井上孝、中島正人 共訳、春秋社、1991

### ハイエク全集（監修・監訳・共訳）
- 「ハイエク全集〈第5巻〉『自由の条件〈1〉 自由の価値： en:The Constitution of Liberty, Part I:The Value of Freedom』」 春秋社 1986
- 「ハイエク全集〈第6巻〉『自由の条件〈2〉 自由と法：The Constitution of Liberty, Part II:Freedom and the Law 』」 春秋社 1987
- 「ハイエク全集〈第7巻〉『自由の条件〈3〉  福祉国家における自由：The constitution of liberty : part III Freedom in the welfare state』」 春秋社 1987
- 「ハイエク全集〈第1巻〉『貨幣理論と景気循環 価格と生産：Monetary Theory and the Trade Cycle Prices and Production』」  春秋社 1988

- 「ハイエク全集 : 新装版〈5〉自由の条件〈1〉『自由の価値』  春秋社 1997
- 「ハイエク全集 : 新装版〈6〉自由の条件〈2〉『自由と法』   春秋社 1997
- 「ハイエク全集 : 新装版〈7〉自由の条件〈3〉『福祉国家における自由』  春秋社 1997
- 「ハイエク全集 : 新装版〈1〉『貨幣理論と景気循環 価格と生産』 春秋社 1998

- 「ハイエク全集：新版 第1期〈5〉自由の条件〈1〉『自由の価値』 春秋社 2007
- 「ハイエク全集：新版 第1期〈6〉自由の条件〈2〉『自由と法』 春秋社 2007
- 「ハイエク全集：新版 第1期〈7〉自由の条件〈3〉『福祉国家における自由』 春秋社  2007
- 「ハイエク全集：新版 第1期〈8〉『貨幣理論と景気循環・価格と生産』 春秋社 2008
- 「ハイエク全集：新版 第2期〈9〉『経済学論集：Studies in economics』 春秋社 2009